# Ниида, Ютака
Ютака Ниида (яп. 新井田豊, родился 2 октября 1978 года в Иокогама, Канагава, Япония) — японский боксёр-профессионал, выступавший в минимальной (Minimumweight) весовой категории. Чемпион мира по версии ВБА (WBA) (2001, 2004 —2008). Наилучшая позиция в мировом рейтинге: 6-й.

## Результаты боёв
| Бой | Дата | Соперник | Судьи | Место боя | Раундов | Результат | Дополнительно |
| --- | ---- | -------- | ----- | --------- | ------- | --------- | ------------- |
|     |      |          |       |           |         |           |               |
| Бой | Дата | Соперник | Судьи | Место боя | Раундов | Результат | Дополнительно |